# Карельская Масельга
Каре́льская Ма́сельга — деревня в составе Чёбинского сельского поселения Медвежьегорского района Республики Карелия.

## Общие сведения
Расположена на южном берегу озера Сегозеро.
Сохраняется памятник истории — братская могила советских воинов, погибших в годы Советско-финской войны (1941—1944). В братской могиле захоронено 754 солдата и офицера 32-й армии Карельского фронта. В 1959 году на могиле была установлена скульптурная группа, изображающая воина и скорбящую женщину.
В 2010 году рядом с братской могилой состоялось захоронение останков 396 советских солдат и офицеров 289-й стрелковой дивизии, поднятых поисковиками в окрестностях деревни.

## Население
| 2002 | 2010 | 2013 |
| ---- | ---- | ---- |
| 6    | →6   | ↘4   |

## Улицы
- ул. Центральная

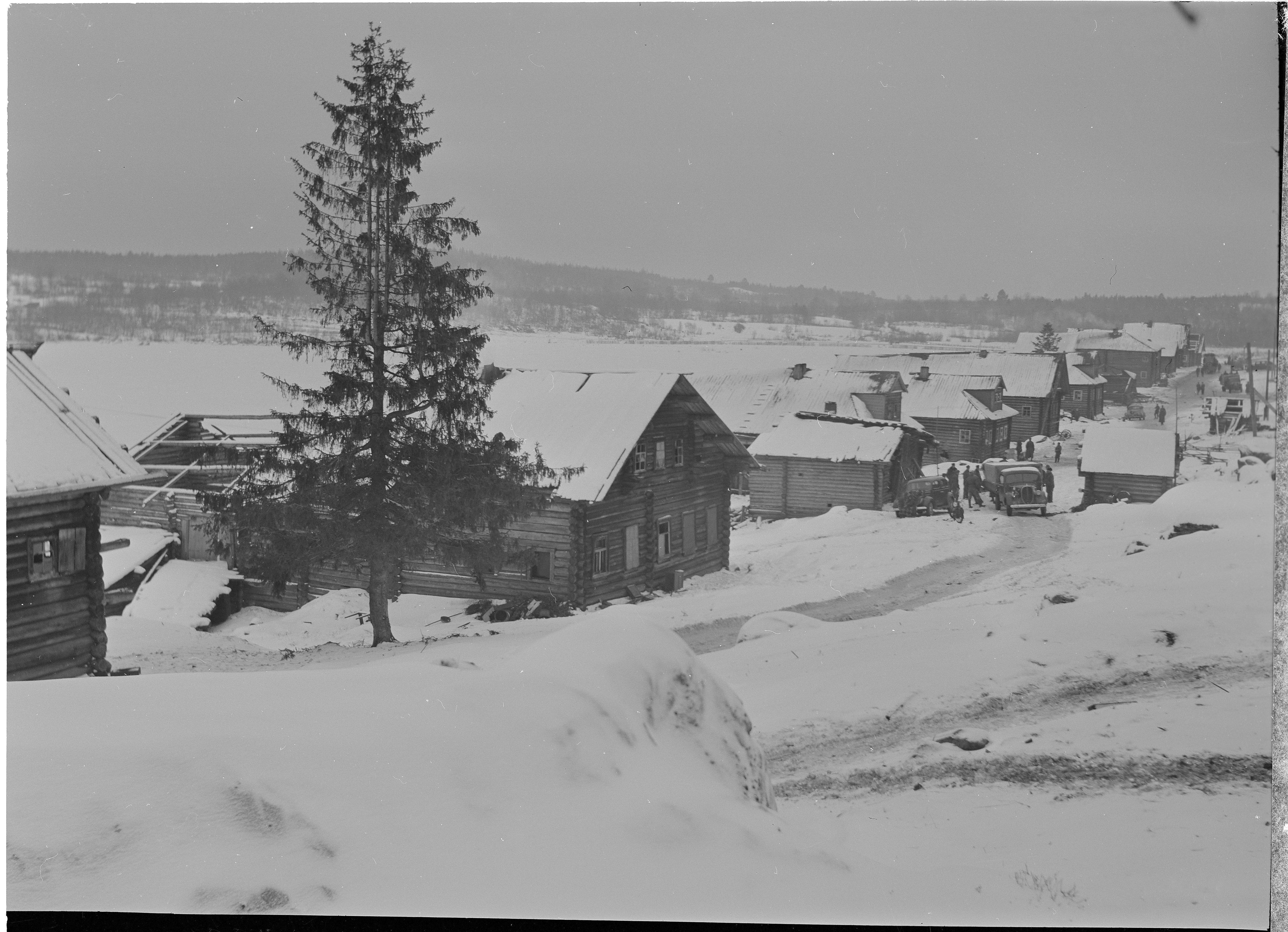
Вид на деревню зимой 1941 года
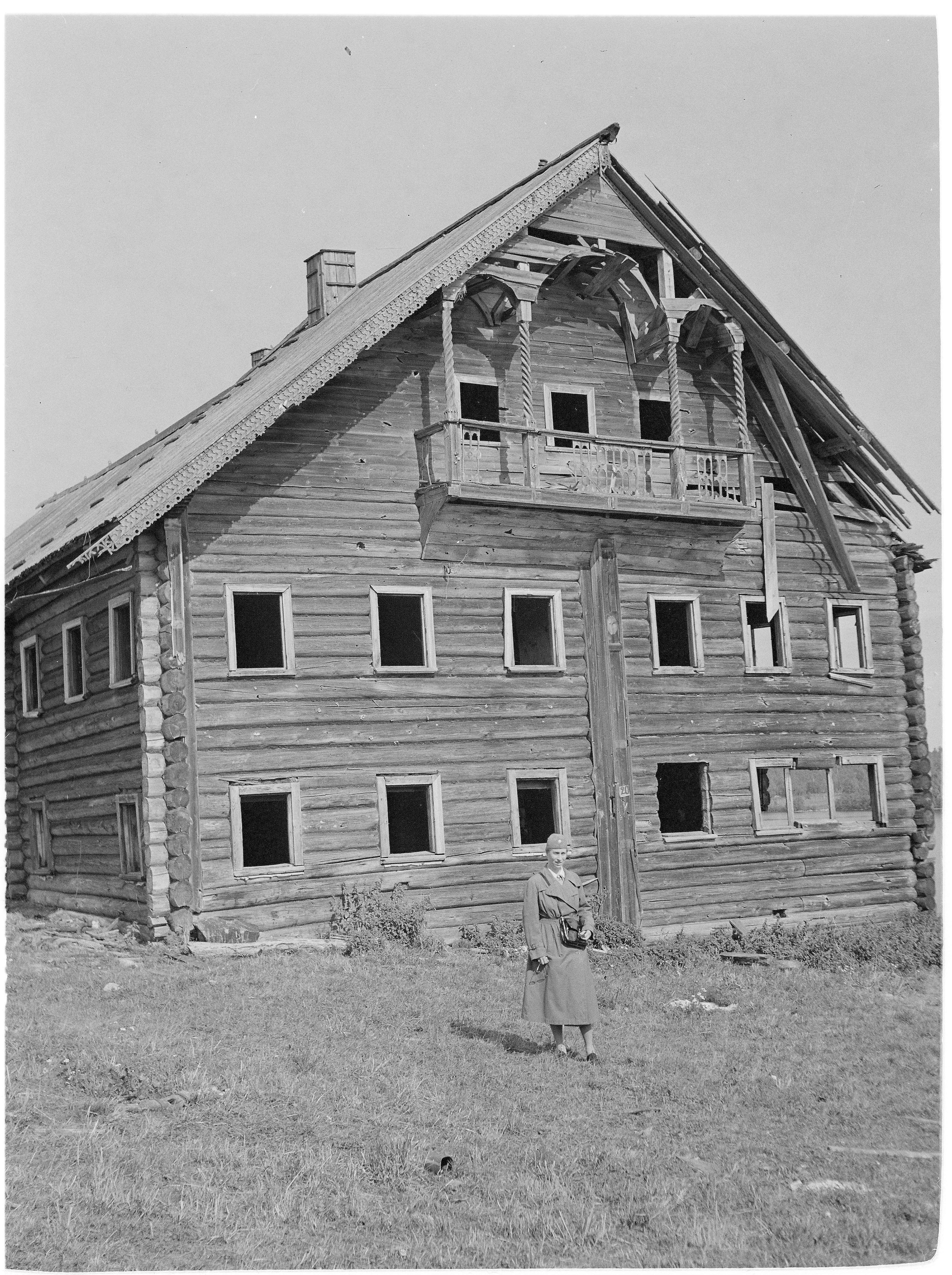
Типичный карельский дом (1943 г.)
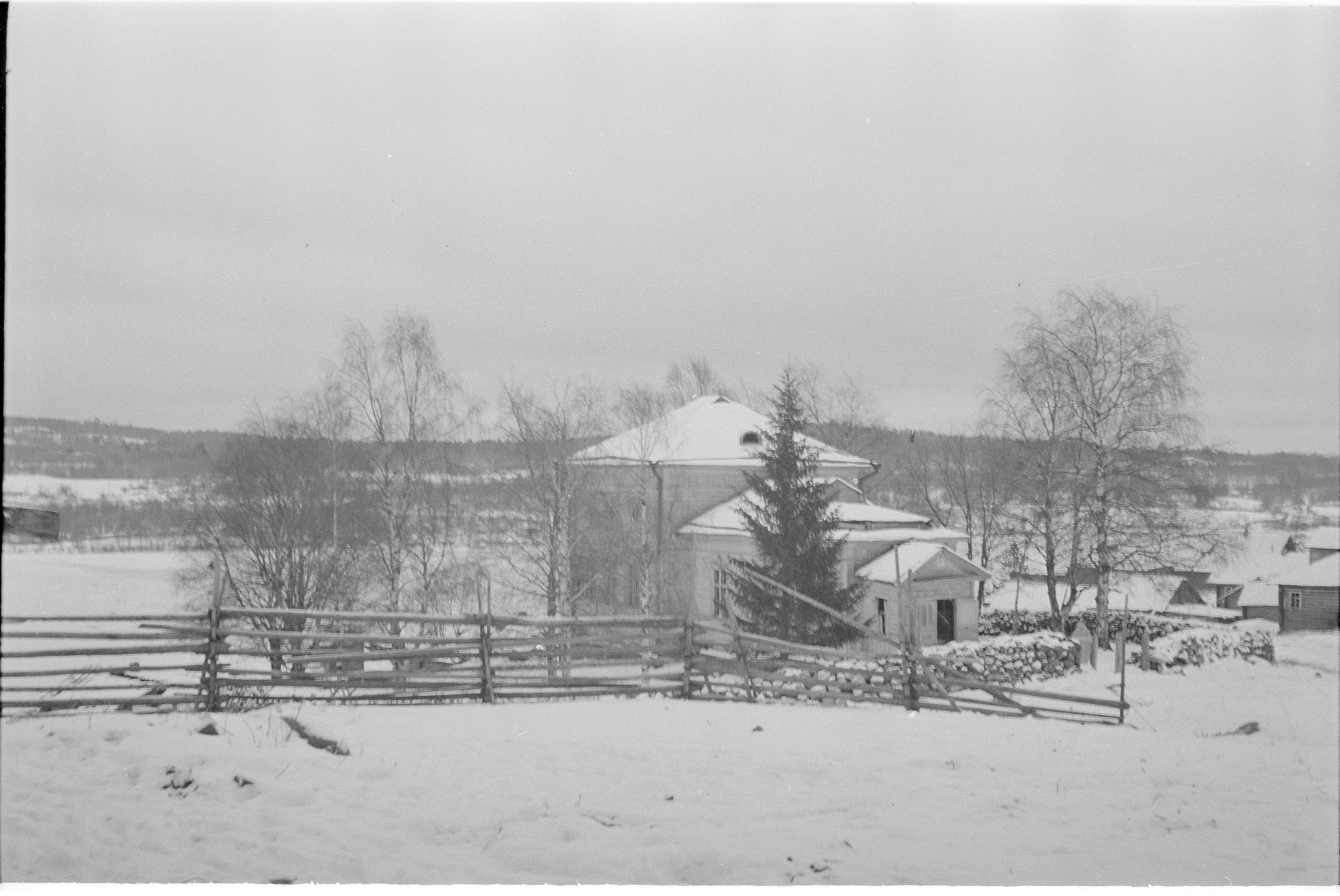
Переделанная в клуб церковь Ильи Пророка (1941 г.)